# Samuel Silvestre de Sacy
Samuel Silvestre de Sacy, né le 16 novembre 1905 à Paris où il est mort le 10 octobre 1975, est un auteur et éditeur français.

## Éléments biographiques
Arrière-petit-fils d'un académicien français, Samuel Silvestre de Sacy est, de 1923 à 1925, l'élève du philosophe Alain en classe de khâgne, au lycée Henri-IV, à Paris.
De 1928 à 1935, il publie plusieurs comptes rendus dans la NRF, puis il s'installe dans une carrière d'éditeur et de préfacier. Il exerce les fonctions d'administrateur civil en Indochine jusqu'en 1946.
L’Académie française lui décerne le prix Georges-Dupau en 1962 pour l'ensemble de son œuvre et le prix Saintour en 1967 pour l'édition des Œuvres de Descartes.
S. de Sacy a été directeur littéraire du Mercure de France.

### Éditeur
Sacy est connu, entre autres, pour ses éditions de Flaubert chez Gallimard, de Descartes au Club français du livre, de Baudelaire au Club du meilleur livre, de Stendhal aux Éditions du Seuil et d'Alain à la « Bibliothèque de la Pléiade ».
Il est l'artisan de la présentation, de l'étude, des notes complémentaires et des dossiers en appendices de nombreux ouvrages d’Honoré de Balzac dont il est spécialiste. Parmi les textes commentés et annotés, on trouve :
- Louis Lambert, Gallimard, coll. « Folio classique », 2002  (ISBN 2070371611)
- Les Secrets de la princesse de Cadignan et autres études de femmes, Gallimard, coll. « Folio classique »
- Les Paysans
- La Peau de chagrin
- Eugénie Grandet
- Le Contrat de mariage, recueil comprenant La Maison du chat-qui-pelote, Le Bal de Sceaux, La Vendetta et La Bourse, Gallimard, coll. « Folio », 1983  (ISBN 9782070374410)

De même, il a commenté et développé l'analyse de :
- Propos d’Alain, Gallimard, « Folio », 1998
- Les Regrets, Les Antiquités de Rome et La Défense et illustration de la langue française de Joachim Du Bellay, Gallimard, « N.R.F. », 2001
- Les Rêveries du promeneur solitaire de Jean-Jacques Rousseau, Gallimard, coll. « Folio », 2001  (ISBN 2070361861)

On lui doit quelques biographies, telle celle de Descartes

## Distinctions
- Chevalier de l'ordre des Arts et des Lettres (22 septembre 1958)
- Chevalier de la Légion d'honneur (10 avril 1964)[3]

## Publications
- Samuel Silvestre de Sacy, Descartes par lui-même, éditions du Seuil, coll. « Écrivains de toujours », 1956 (réimpr. 1961, 1968, 1971, 1973, 1996)